# Lophozancla prolixa
Lophozancla prolixa är en fjärilsart som beskrevs av Turner 1932. Lophozancla prolixa ingår i släktet Lophozancla och familjen nattflyn. Inga underarter finns listade i Catalogue of Life.